# Ptocasius variegatus
Ptocasius variegatus är en spindelart som beskrevs av Dmitri Viktorovich Logunov 1995. Ptocasius variegatus ingår i släktet Ptocasius och familjen hoppspindlar. Inga underarter finns listade i Catalogue of Life.